# Empire Theatre
L'Empire Theatre de New York était un théâtre important de Broadway dans la première moitié du XXe siècle. Achevé en 1893, il comportait près de 1100 places assises et était situé au 1430 Broadway au croisement des 40e et 41e Rues,. Il fut démoli en 1953 après 60 ans d'existence.

## Histoire

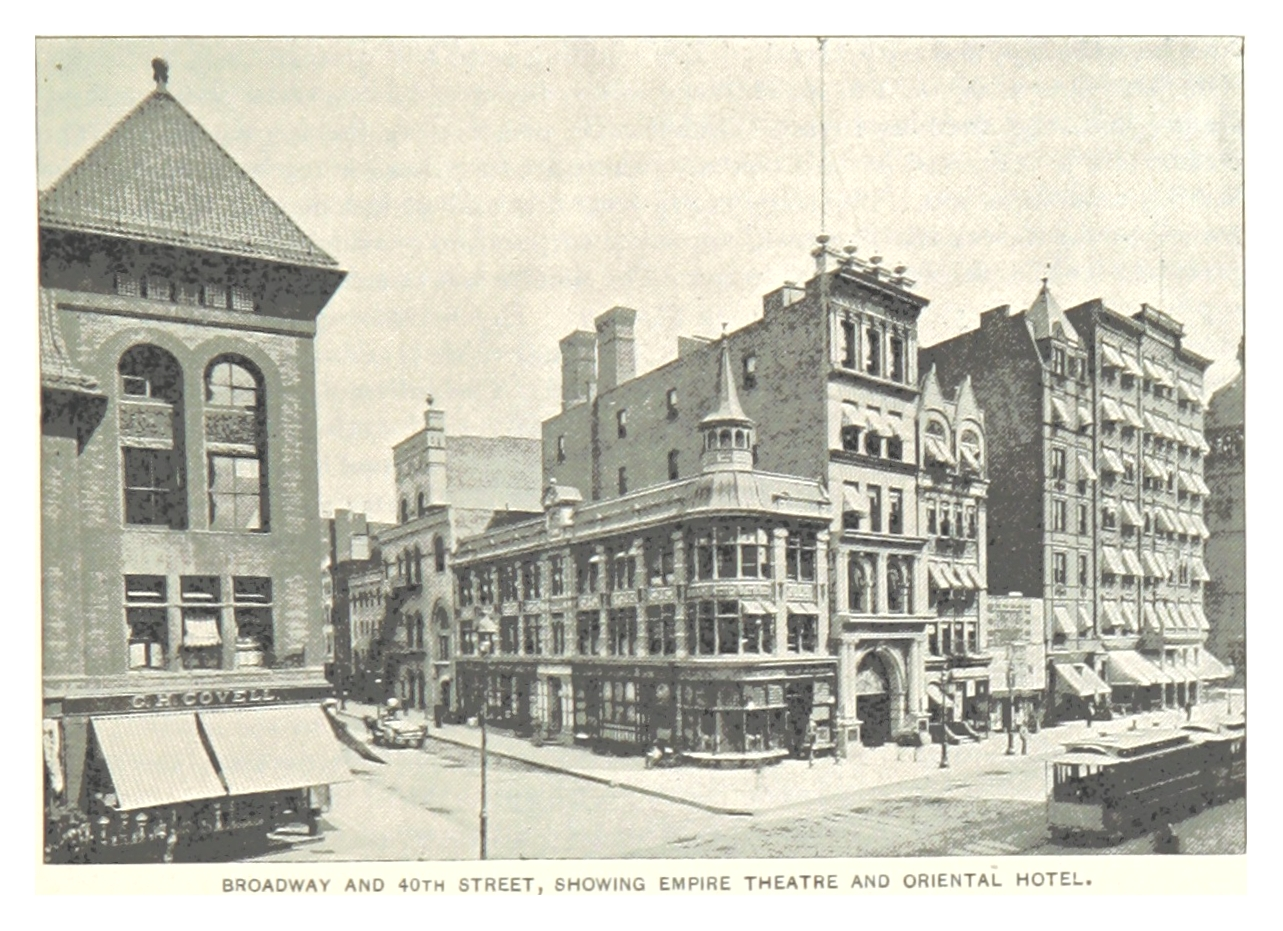
Vue d'ensemble de l'intersection des 40e et 41e Rues.

Il ouvrit ses portes le 25 janvier 1893 avec une représentation de The Girl I Left Behind Me de David Belasco. En février 1927, l'actrice Gail Kane et d'autres furent arrêtés à la suite d'une représentation de The Captive, considérée comme indécente et constituant une violation de l'article 1140A du Code pénal de la ville de New York.
L'Empire continua à présenter des pièces originales et des reprises, y compris la première anglaise de L'Opéra de quat'sous en 1933, jusqu'en 1953. Son dernier spectacle, The Time of the Cuckoo, prit fin le 30 mai 1953 après 263 représentations. Le même mois, le théâtre accueillit une soirée de bienfaisance célébrant les soixante ans d'histoire de l'Empire.
Après la fermeture du théâtre et avant sa démolition, Robert Porterfield (en) récupère une grande partie de son mobilier intérieur pour l'utiliser au Barter Theatre d'Abingdon, en Virginie. Les éléments retirés par Porterfield comprenaient des sièges, des peintures, des luminaires et un système de contrôle de l'éclairage. Certains éléments, des décorations et des sièges, transportés par Porterfield sont encore utilisés aujourd'hui au Barter.

## Propriété et gestion
Frank Sanger (en) et Al Hayman (en) étaient les propriétaires et promoteurs d'un terrain vague en centre-ville, sur la 41e Rue. Hayman suggère au producteur de théâtre Charles Frohman d'y faire construire l'Empire Theatre, estimant que tout ce qui était théâtral se déplaçait vers le centre-ville de l'époque.

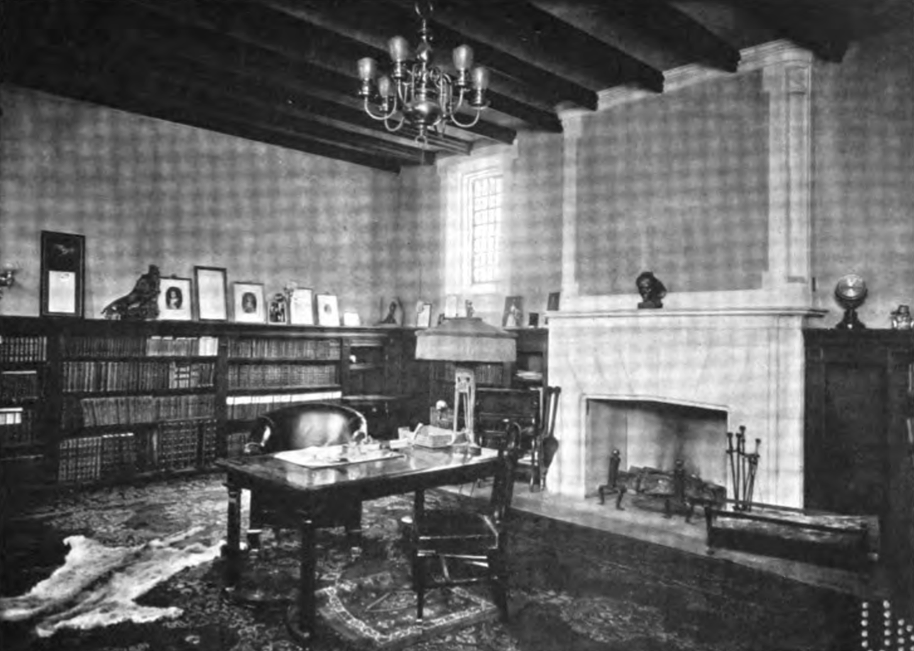
Bureau de Charles Frohman à l'Empire Theatre.

Les locataires d'origine étaient Charles Frohman et son associé William Harris (en) de la société Rich & Harris qui devaient prendre possession du bâtiment le 23 janvier 1893, date qui devait également être la soirée d'ouverture du théâtre.
Le directeur commercial de l'Empire Theatre fut Thomas F. Shea pendant plus de 20 ans. Après la mort Frohman sur le RMS Lusitania en 1915, Al Hayman devient propriétaire.

## Bâtiment
Charles Frohman engagea l'architecte J. B. McElfatrick (en) pour concevoir l'Empire Theatre. Annoncé comme étant parfaitement ignifuge, le bâtiment était à l'époque le seul théâtre à être au rez-de-chaussée et à ne comporter aucune marche donnant sur la rue.
Le 2 décembre 1892, le New York Times annonce que le bâtiment est achevé et entre les mains des plâtriers et des décorateurs.

## Productions notables
Cette liste est incomplète, elle ne comprend que les pièces jouées plus de 100 fois dans les premières années, et plus de 200 fois les dernière années.
- The Girl I Left Behind Me (1893) (288 repr.)
- The Masqueraders (1894) (120 repr.)
- The Little Minister (1897) (300 repr., including run at the Garrick Theatre)[6]
- Lord and Lady Algy (1899) (111 repr.)
- The Tyranny of Tears (1899) (par Charles Haddon Chambers)
- Richard Carvel (1900) (128 repr.)[6]
- Mrs. Dane's Defense (1900) (107 repr.)
- Peter Pan (1905) (223 repr.)[6]
- What Every Woman Knows (1908) (198 repr.)
- The Legend of Leonora (1914) (136 repr.)
- A Kiss for Cinderella (1916) (152 repr.)
- Déclassée (1919) (257 repr.)[6]
- Call the Doctor (1920) (127 perf).
- Mary Rose (1920) (127 repr.)[6]
- The Czarina (1922) (136 repr.)[6]
- Grounds for Divorce (1924) (127 repr.)[6]
- Easy Virtue (1925) (147 repr.)[6]
- The Captive (1926) (160 repr.)[6]
- Her Cardboard Lover (1927) (152 repr.)[6]
- Interference (1927) (224 repr.)[6]
- The Age of Innocence (1928) (207 repr.)[6]
- The Barretts of Wimpole Street (1931) (370 repr.)[6]
- Dangerous Corner (1932) (206 repr.)[6]
- The Old Maid (1935) (305 repr.)[6]
- The Star-Wagon (1937) (223 repr.)[6]
- Life with Father (1939-1945) (dans plusieurs théâtres, 3224 repr.)
- O Mistress Mine (1946) (452 repr.)[6]
- Life With Mother (1948) (265 repr.)[6]
- The Member of the Wedding (1950) (501 repr.)[6]
- I Am a Camera (1951) (214 repr.)[6]
- The Time of the Cuckoo (1952) (263 repr.)[6] (dernière représentation avant la démolition)